# Seleção Espanhola de Polo Aquático Feminino
A Seleção Espanhola de Polo Aquático Feminino representa a Espanha em competições internacionais de polo aquático.

## Títulos
- Campeonato Mundial (1): 2013
- Campeonato Europeu (1): 2014
- Jogos Olímpicos (1): 2024

## Ligações Externas
- Sitio Oficial (em castelhano)